# Monasterio de Rozhen
El monasterio de Rozhen del Nacimiento de la Virgen (en búlgaro: Роженски манастир "Рождество Богородично", Rozhenski manastir "Rozhdestvo Bogorodichno") es un monasterio ortodoxo que está situado en la localidad búlgara de Rozhen en las inmediaciones de Melnik siendo el mayor de las montañas Pirin. Es uno de los escasos monasterios medievales búlgaros preservados hasta hoy en día. Es uno de los 100 sitios turísticos nacionales

## Historia
Las primeras evidencias arqueológicas de vida medieval en el lugar es una tumba con unas pocas monedas y decoraciones de la época del emperador bizantino Miguel VIII Paleólogo (1259–1282).
El primer monasterio fue fundado en 1220 por Aleksei Slav siendo abandonado al poco tiempo. En 1597 se inicia la restauración del monasterio con la llegada de nuevo de una congregación. La primera aparición escrita del mismo que se conserva es en una nota en un libro de canto de 1551 que se conserva en la biblioteca del monasterio de la Gran Laura situado en el Monte Athos.
En 1662 y 1674 la iglesia sufre sendos incendios que destruyen la librería y dañan severamente la mayoría de los edificios. En el siglo XVIII gracias a la financiación de varios ricos búlgaros el monasterio es restaurado, comenzando los trabajos en 1715 siendo acabados en 1732.
El siglo XIX es la centuria de máximo esplendor del monasterio siendo el centro regional de la religión ortodoxa poseyendo una gran cantidad de tierras.
La península Rozhen situada en la isla Livingston perteneciente a las islas Shetland del Sur en la Antártida fue bautizada así en honor al monasterio.

## Morfología
El monasterio posee forma de hexágono irregular que se distribuye alrededor de la iglesia de la Santa Virgen del siglo XVI. La iglesia posee unos interesantes frescos. Los primeros de ellos pintados en 1597 y los de la fachada sur en 1611. Dentro de la iglesia se encuentra un icono milagroso en el que aparece la Virgen. Este icono sale en procesión el día de la misma, el ocho de septiembre. 
En las inmediaciones se encuentra la iglesia de los Santos Kiril i Metodii de 1914 y la tumba del revolucionario de origen macedonio Yane Sandanski en cuyo honor se bautizó a la ciudad de Sandanski.

## Galería de imágenes

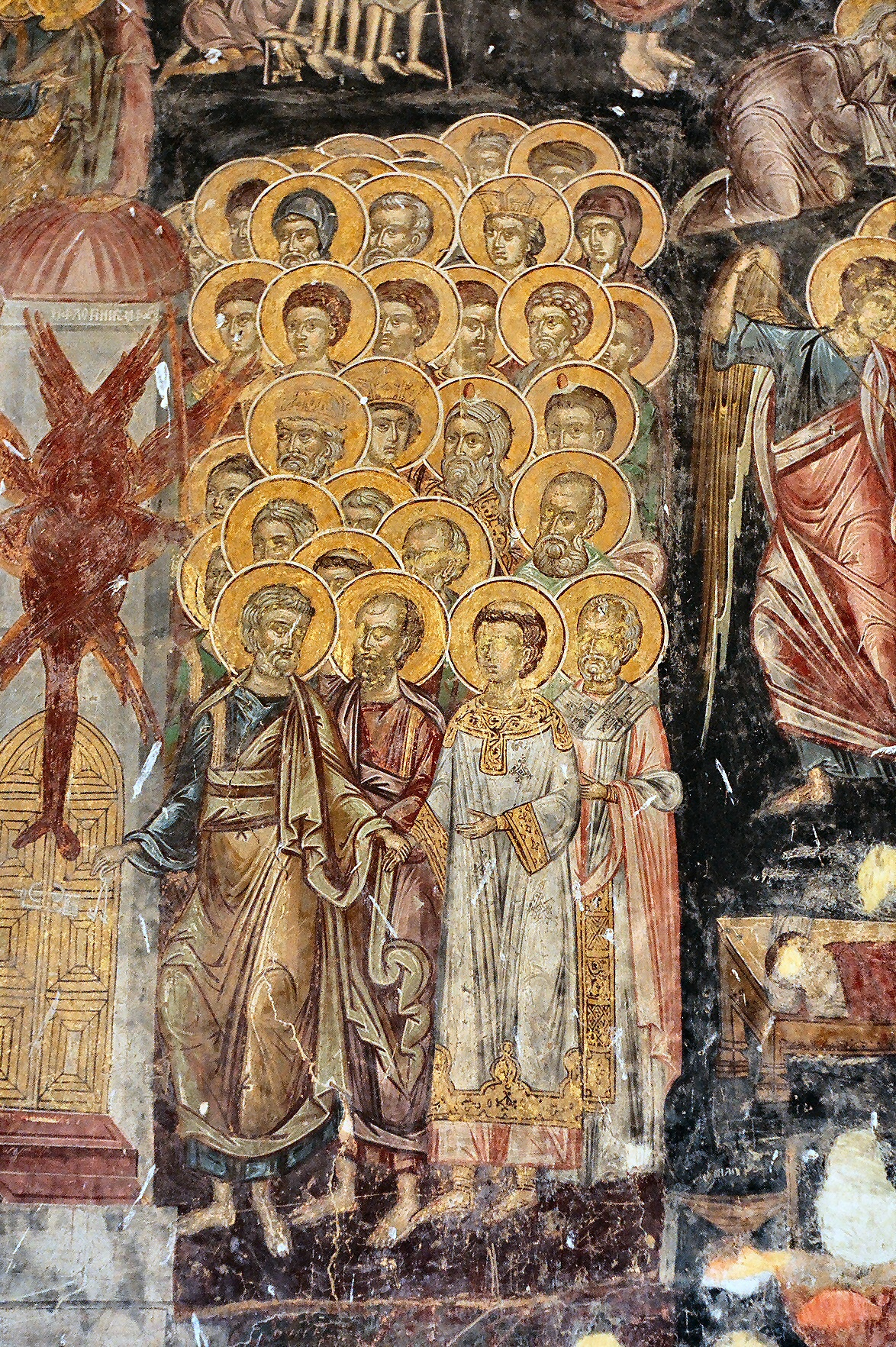
Fresco en el monasterio.
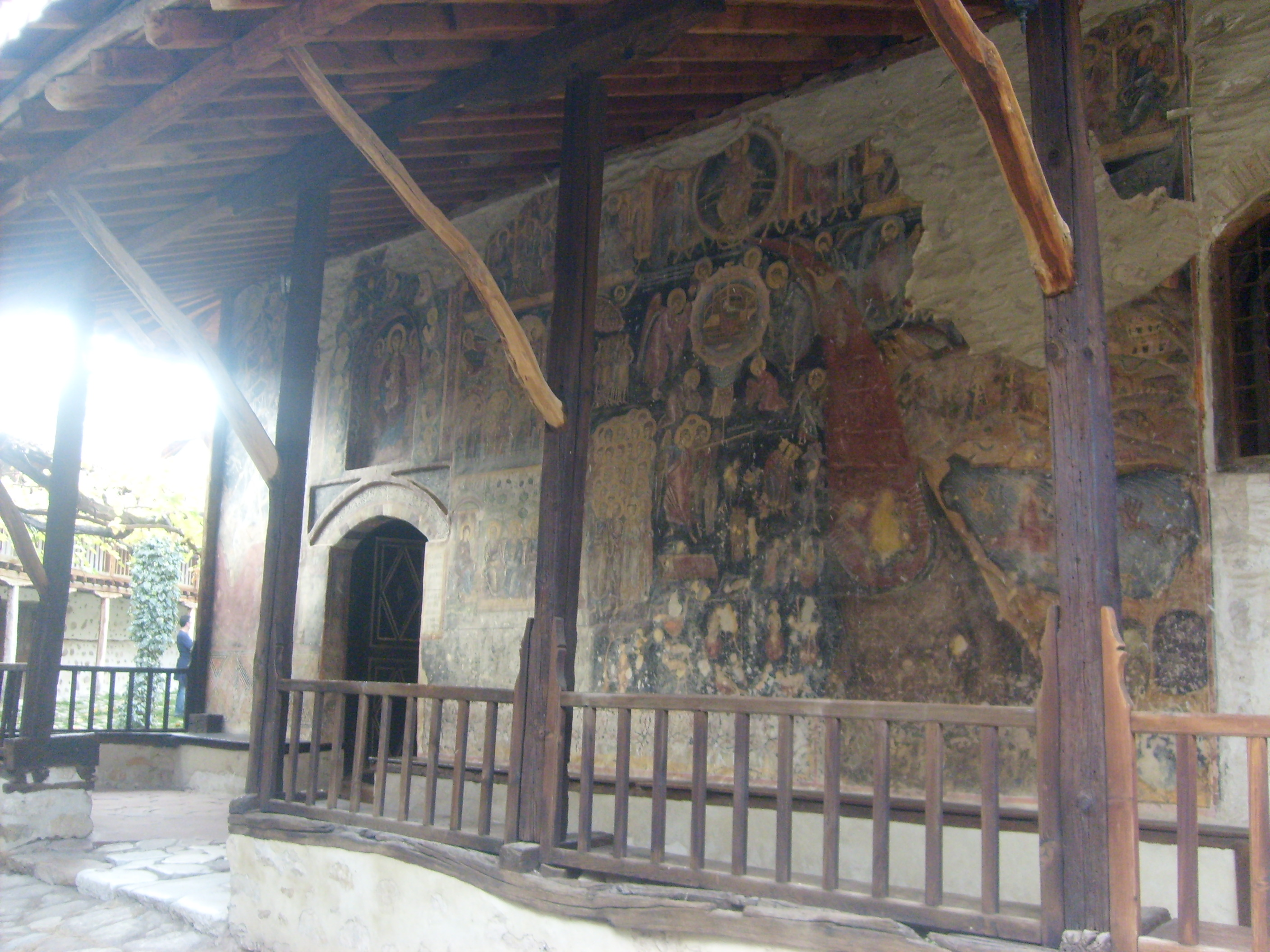
Frescos externos de la iglesia.
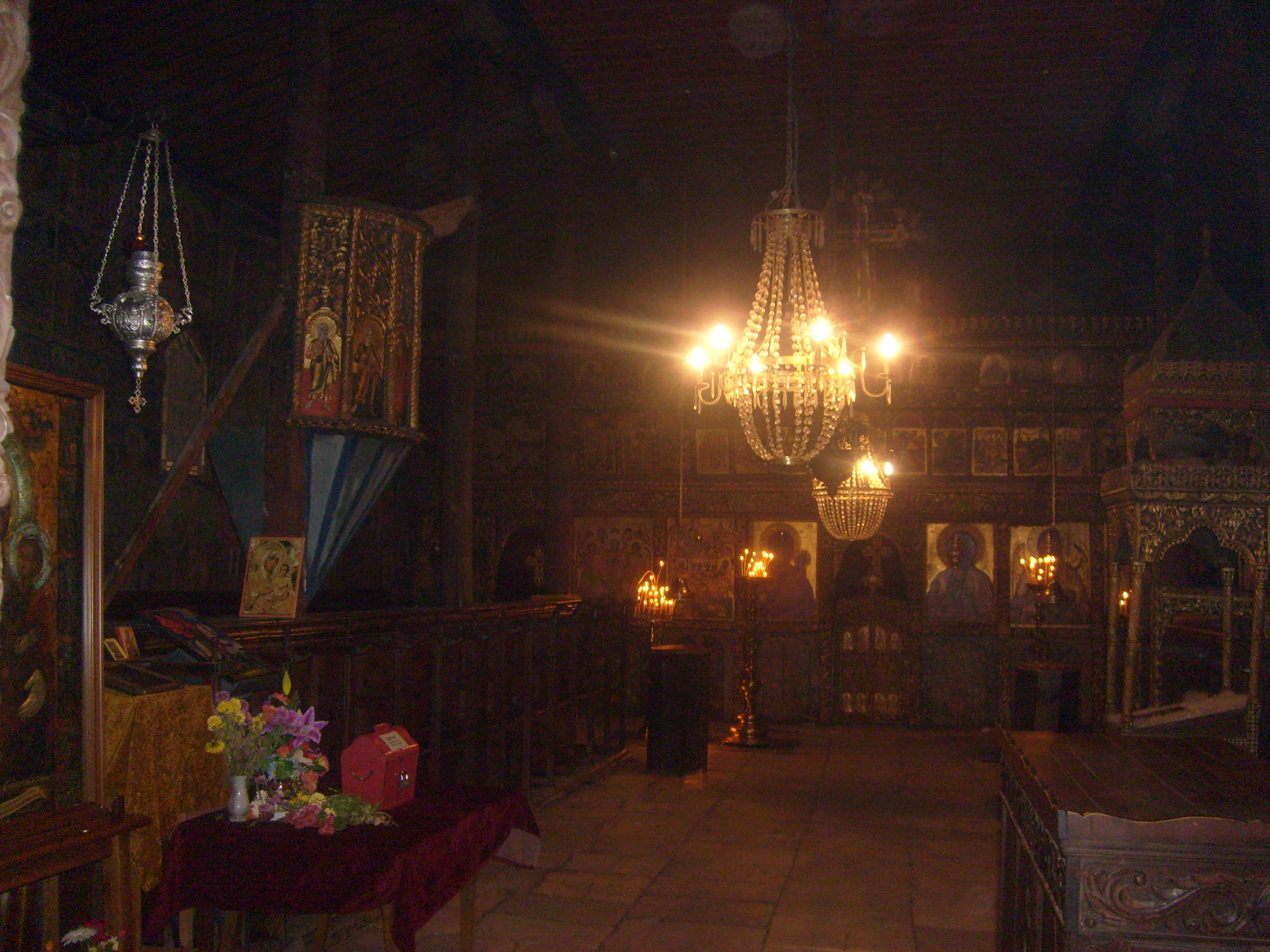
Interior de la iglesia.